# Resolutie 1850 Veiligheidsraad Verenigde Naties
Resolutie 1850 van de Veiligheidsraad van de Verenigde Naties werd op 16 december 2008 aangenomen met veertien tegen nul stemmen en met onthouding van Libië. Met deze resolutie vroeg men Israël, Palestijnse Autoriteit, andere landen en internationale organisaties zich meer in te spannen om de tweestatenoplossing te verwezenlijken.
Libië vond dat de woorden van de Veiligheidsraad niet werden omgezet in daden als het over de Palestijnse kwestie ging, dat de tekst met opzet dubbelzinnig was en door de agressor kon worden opgevat als acceptatie van hun gedrag. Het land vond ook dat de situatie was verslechterd sinds de conferentie in  het Amerikaanse Annapolis en dat de Israëlische praktijk om de Palestijnse bevolking collectief te straffen moest worden veroordeeld. 

## Achtergronden
Tussen 1987 en 1993 zorgde een spiraal van geweld ervoor dat honderden Palestijnen en Israëli's omkwamen. Toen in dat laatste jaar de Oslo-akkoorden werden getekend, was er weer hoop op een verbetering van de toestand. Er gebeurde echter nauwelijks iets. De bezetting bleef voortduren en de economische situatie verslechterde nog. Een bezoek van Ariel Sharon aan de Tempelberg op 28 september 2000 werd gezien als een provocatie en leidde tot zware rellen. Wat volgde was de Tweede Intifada, waarbij opnieuw vele duizenden omkwamen.
In november 2007 was in Annapolis een internationale top gehouden, om het vredesproces tussen Israël en de Palestijnen weer op gang te trekken na de Tweede Intifada. Om het momentum in de onderhandelingen vast te houden, werd in 2009 een nieuwe top gepland in Moskou.

## Inhoud
De Veiligheidsraad herhaalde zijn visie ten aanzien van het idee van twee democratische staten Israël en Palestina. Er kon pas vrede komen als er wederzijdse erkenning, geen geweld en terreur waren en er een tweestatenoplossing kwam.
De Veiligheidsraad steunde de onderhandelingen die in november 2007 waren begonnen in Annapolis (VS). Die zouden in principe moeten leiden tot een vredesverdrag waarin alle openstaande kwesties worden opgelost. Alle landen werden opgeroepen bij te dragen aan die onderhandelingen, de Palestijnse Autoriteit te steunen en mee te werken aan de ontwikkeling van de Palestijnse economie en staat.

## Verwante resoluties
- Resolutie 1073 Veiligheidsraad Verenigde Naties (1996)

Lijst ·  1795 ·  1796 ·  1797 ·  1798 ·  1799 ·  1800 ·  1801 ·  1802 ·  1803 ·  1804 ·  1805 ·  1806 ·  1807 ·  1808 ·  1809 ·  1810 ·  1811 ·  1812 ·  1813 ·  1814 ·  1815 ·  1816 ·  1817 ·  1818 ·  1819 ·  1820 ·  1821 ·  1822 ·  1823 ·  1824 ·  1825 ·  1826 ·  1827 ·  1828 ·  1829 ·  1830 ·  1831 ·  1832 ·  1833 ·  1834 ·  1835 ·  1836 ·  1837 ·  1838 ·  1839 ·  1840 ·  1841 ·  1842 ·  1843 ·  1844 ·  1845 ·  1846 ·  1847 ·  1848 ·  1849 ·  1850 ·  1851 ·  1852 ·  1853 ·  1854 ·  1855 ·  1856 ·  1857 ·  1858 ·  1859